# مربع (جبر)

, or (5 مرفوعة إلى القوة الثانية), يمكن أن تظهر في البيان باستعمال مربع في معناه الهندسي. كل جزء يمثل وحدة,, والمربع الكلي يمثل.

مخطط التابع ع=س^{2}

في الجبر والحسابيات، مربع العدد ويسمى أيضا المال هو الحاصل من ضرب العدد في نفسه. على سبيل المثال، مربع العدد 5 هو 25 لأن 5 مضروباً ب 5 يساوي 25.
يرمز لمربع عدد ما بوضع الرقم "2" فوقه، مثلاً مربع العدد x هو x2.
إذا كان x عددا حقيقيا فإن x2 تعبر عن مساحة المربع الذي طول ضلعه x.

## في الأعداد الحقيقية

. الرسم البياني لدالة تربيعية له شكل قطع مكافئ. مربعات الأعداد تشكلن قانون قوة.

الدالة التي تربط كل عدد بمربعه تحافظ على ترتيب الأعداد الموجبة: كلما كان عدد ما كبيرا، كلما كان مربعه كبيرا. بتعبير آخر، دالة المربع هي دالة رتيبة في المجال [0, +∞). عند الأعداد الحقيقية السالبة، أي على المجال (−∞,0]، تصير الدالة دالة تناقصية.